# Muxu
Muxu (kinesiska: 木许, 木许乡) är en socken i Kina. Den ligger i den autonoma regionen Tibet, i den sydvästra delen av landet, omkring 730 kilometer öster om regionhuvudstaden Lhasa. Antalet invånare är 2504. Befolkningen består av 1 194 kvinnor och 1 310 män. Barn under 15 år utgör 20,0 %, vuxna 15-64 år 70 %, och äldre över 65 år 9,0 %.
Genomsnittlig årsnederbörd är 789 millimeter. Den regnigaste månaden är juli, med i genomsnitt 240 mm nederbörd, och den torraste är november, med 4 mm nederbörd.